# Biała Rawska (plaats)
Biała Rawska is een stad in het Poolse woiwodschap Łódź, gelegen in de powiat Rawski. De oppervlakte bedraagt 9,62 km², het inwonertal 3233 (2005).
Bezienswaardigheden zijn de parochiekerk gewijd aan Sint-Adalbert en de Onze-Lieve-Vrouw van Barmhartigheidkapel (Sanktuarium Matki Bożej Miłosiernej) ernaast. De bouw van deze kapel met haar Mariabeeld zou gefinancierd zijn door koningin-gemalin Bona Sforza in de 16e eeuw.

## Geboren
- Mariusz Pudzianowski, (1977) vijfvoudig Sterkste Man van de Wereld en MMA-vechtsporter